# Ariane

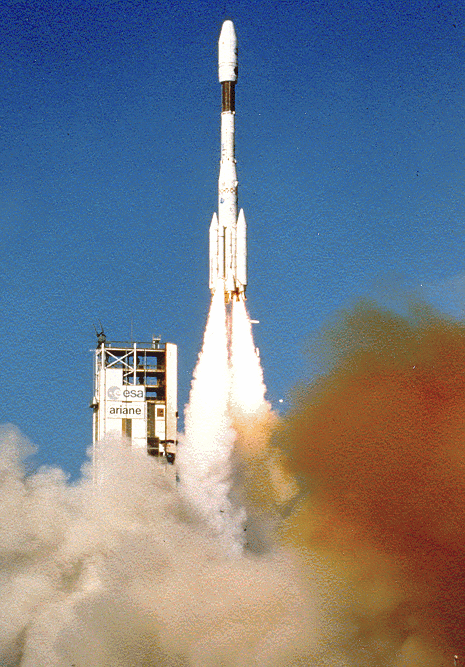
Az Ariane-4 rakéta indítása

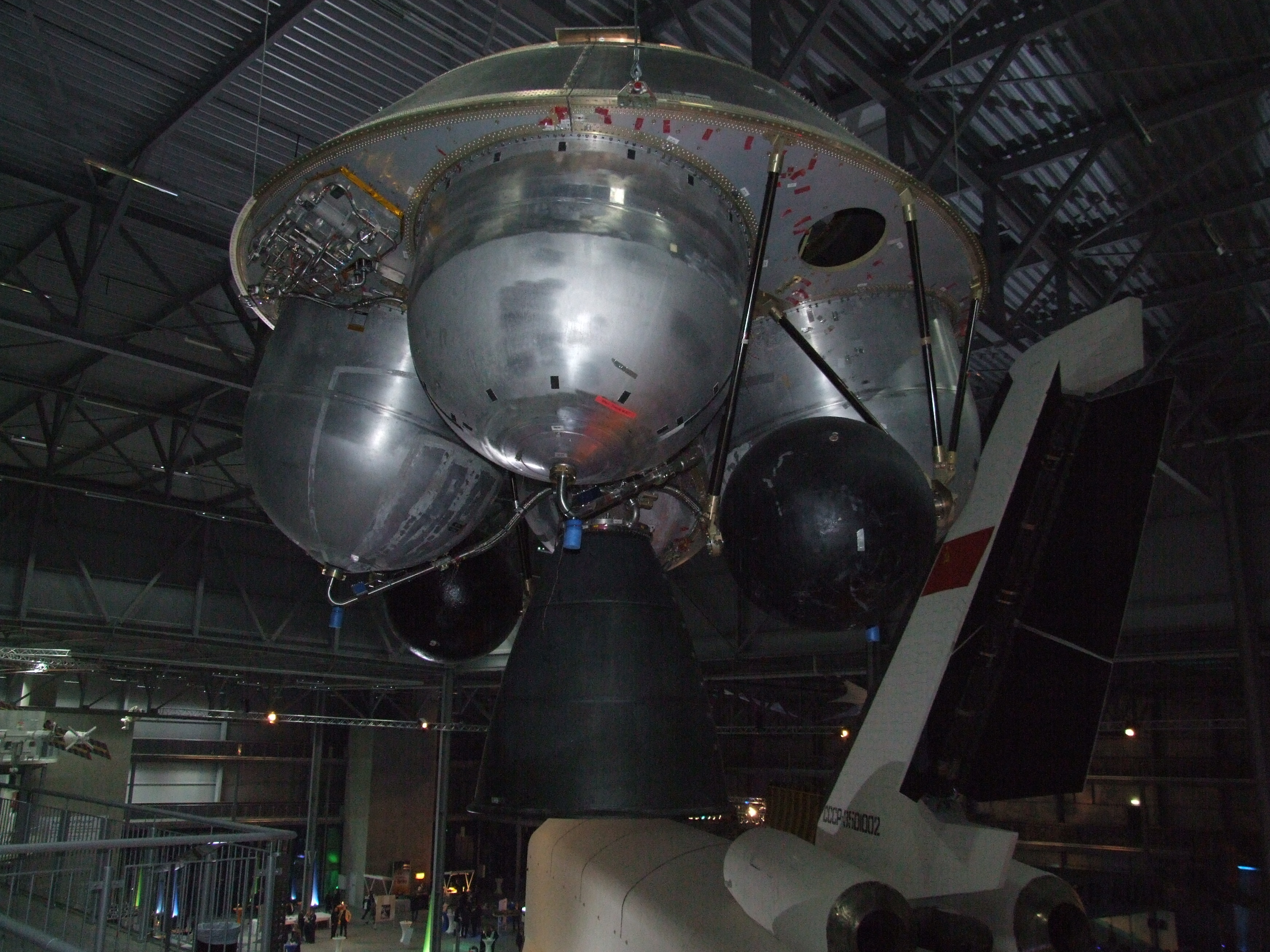
Ariane EPS 5

Az Európai Űrügynökség (ESA) a sikertelen Europa rakétaprogram után fejlesztette ki az Ariane rakétákat.  

## Története
1960. december 1-jén a svájci Meyrin-ben írták alá az Európai Űrkutatási Szervezet (European Space Research Organisation) – ESRO) létrehozását.

## Rakétafejlesztési programja

### Első szakasz
Egy hároméves program keretében olyan hordozórakétát kívántak rendszerbe állítani, amely 45 kilogrammos hasznos teherrel képes a világűrbe juttatni egy űreszközt.

### Második szakasz
Egy ötéves rakétafejlesztési programban olyan hordozóeszköz kifejlesztése és megépítése volt a cél, ami egy 225–450 kilogrammos űreszközt a Holdra képes juttatni.

### Harmadik szakasz
A harmadik szakaszban hordozóeszközökkel kívánták lehetővé tenni más bolygók és a Hold felderítését, valamint más űrkutatási szervezetek polgári felhasználású programjainak támogatását.
Az ESRO a program létrejöttéig az amerikai (vagy szovjet) rakéták bérlését javasolta. Létrehozták az Európai Űrkutatási és Technológiai Központot (European Space Research and Technology Centre – ESTEC). Feladata a tervezés, fejlesztés és gyártás volt, valamint a műholdak és egyéb űreszközök tudományos és műszaki fejlesztésének támogatása. Az adatközpontok (követés, telemetria, számítógéprendszer (adatközlés, adatrögzítés, adatelemzés)), és a követő állomások (telemetria, optika) kialakítása.
1962. április 16-án született meg a megállapodás, hogy létrehozzák az Europa rakétát. A program teljes sikertelenséggel zárult.
Franciaország javaslatára, és pénzügyi támogatásával egy új rakéta (rakétacsalád) fejlesztésébe fogtak, és közben megkezdték a Guyana Űrközpont kiépítését.
A hordozórakétákat a Guyana Űrközpontból indítják, a Francia Guyana-i Kourou mellett. Forgalmazásukat az Arianespace vállalat végzi.

## Ariane rakéták
- Ariane–1
  - Ezzel a változattal indították a Giotto űrszondát a Halley-üstököshöz.
- Ariane–2
- Ariane–3
- Ariane–4
  - Utoljára 2003-ban indították.
- Ariane–5
  - A legerősebb Ariane rakéta.
  - Első indítása 1996-ban sikertelen.
  - 2003-ban Ariane-5-tel indították a SMART–1 holdszondát.
- Ariane–6

### Magyar oldalak
- 25 éves az Arianespace

### Külföldi oldalak
- Az Arianespace honlapja
- Az Európai Űrügynökség honlapja
- Az Ariane rakéták története